# Галлахер, Винсент
Винсент Джозеф «Винс» Галлахер младший (англ. Vincent Joseph "Vince" Gallagher Jr.; 30 апреля 1899, Бруклин, Нью-Йорк — 27 июня 1983, Майами, Флорида) — американский гребец, чемпион летних Олимпийских игр 1920 года в Антверпене в зачёте восьмёрок, победитель и призёр многих студенческих регат по академической гребле. Офицер Военно-морских сил США.

## Биография
Винсент Галлахер родился 30 апреля 1899 года в Бруклине, Нью-Йорк.
Изначально поступил в Ратгерский университет, но в 1919 году перевёлся оттуда в Военно-морскую академию США в Аннаполисе. Здесь начал серьёзно заниматься академической греблей, состоял в местной гребной команде, неоднократно принимал участие в различных студенческих регатах, в частности в 1921 и 1922 годах в восьмёрках дважды подряд выигрывал чемпионат Межуниверситетской гребной ассоциации (IRA).
Наивысшего успеха в гребле на международном уровне добился в сезоне 1920 года, когда, ещё будучи курсантом академии, вошёл в основной состав американской национальной сборной и благодаря череде удачных выступлений удостоился права защищать честь страны на летних Олимпийских играх в Антверпене. В распашных восьмёрках с рулевым благополучно преодолел четвертьфинальную и полуфинальную стадии соревнований, выиграв у команд из Бельгии и Франции соответственно. В решающем финальном заезде почти на секунду опередил гребцов из Великобритании и тем самым завоевал золотую олимпийскую медаль.
Окончив академию в 1922 году, Галлахер поступил на службу в Военно-морские силы США и сделал достаточно успешную карьеру военного офицера. Уволился из вооружённых сил в 1957 году в звании коммандера.
Умер 27 июня 1983 года в Майами, штат Флорида, в возрасте 84 лет.